# Slavomir Miklovš

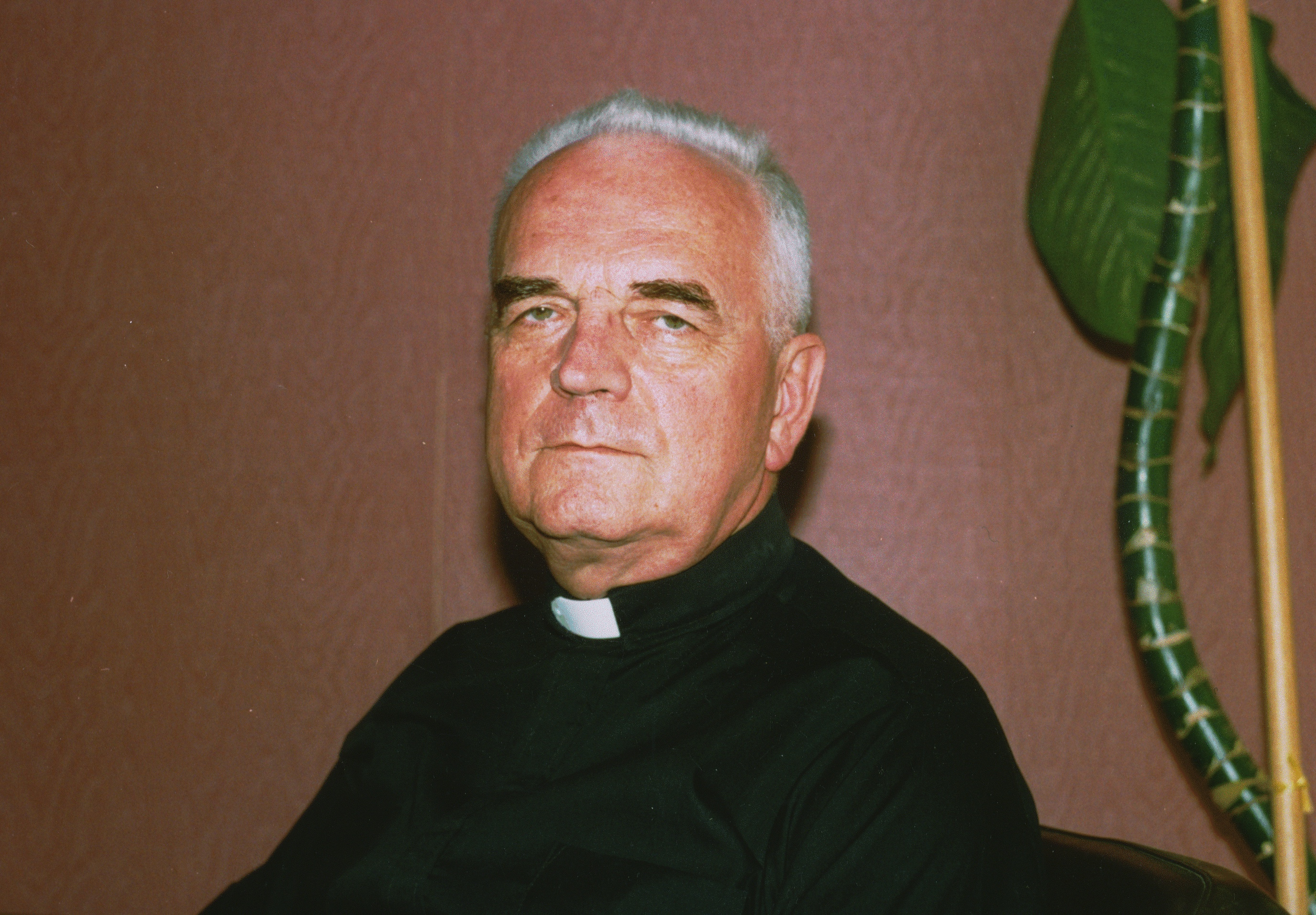
Slavomir Miklovš

Slavomir Miklovš (* 16. Mai 1934 in Đurđevo (Batschka), Jugoslawien, heute Serbien; † 21. Juli 2011 in Novi Sad, Serbien) war Bischof der griechisch-katholischen Diözese Križevci.

## Leben
Slavimor Miklovš stammt aus einer ruthenischen Familie. Er besuchte erfolgreich die klassischen Gymnasien in Rijeka und Pazin und studierte dann Theologie in  Zagreb. Am 7. Juli 1964 wurde er in seinem Geburtsort Đurđevo zum Priester geweiht. Ebenda war er in den Jahren 1964 bis 1968 als Kaplan tätig.
In den Jahren 1968–69 wirkte er als Pfarrer in Đurđevo und wird Verantwortlicher für die Berufungspastoral der Eparchie. Seit 1969 war Miklovš Kanzler der Eparchie und Spiritual im Griechisch-katholischen Priesterseminar in Zagreb. Im Jahre 1974 wurde er zudem Ökonom des Bistums Križevci, das heißt ihm oblag die kirchliche Finanzverwaltung.
Diese Ämter versah er bis 1983, als er am 22. Januar zum Bischof von Križevci ernannt wurde. Die Bischofsweihe erfolgte am 25. März 1983 durch Kurienerzbischof Miroslav Stefan Marusyn, Sekretär der Kongregation für die orientalischen Kirchen. Am 21. Mai 1983 trat er sein Bischofsamt an. Am 25. Mai 2009 nahm Papst Benedikt XVI. Miklovš’ aus Altersgründen vorgebrachtes Rücktrittsgesuch vom Amt des Bischofs von Križevci an.